# 佐伯一麦
佐伯 一麦（さえき かずみ、1959年7月21日 - ）は日本の小説家。本名は佐伯 亨。私小説の書き手として知られる。現在は郷里の仙台市在住。
筆名の「一麦」は、敬愛する画家ゴッホが麦畑を好んで描いたことにちなむ。

## 来歴・人物
1959年、宮城県仙台市に生まれる。宮城県仙台第一高等学校卒業後に上京し、週刊誌記者や電気工など様々な職業を経験する。1984年、「木を接ぐ」により作家デビューしてからしばらくの間は電気工と作家活動とを両立させる（その間、1980年代末からしばらくは茨城県古河市の配電盤工場に勤務したこともある）。1990年、電気工時代の経験をもとにした作品集『ショート・サーキット』をまとめる。1991年、『ア・ルース・ボーイ』で若くして父親になってしまう青年を描く。
その後、離婚して仙台に帰郷、草木染め作家の神田美穂と再婚する。1995年からの連載『遠き山に日は落ちて』で東北の町での妻との生活を描く。そのころから何度かノルウェーを訪れ、1997年には、妻の留学に付き添いノルウェーに1年間滞在する。2007年、この経験を元に『ノルゲ Norge』を書く。
電気工をしていた20代にアスベストの被害で肋膜炎にかかり、以後、喘息の持病を抱えながら執筆を行なっている。2007年にはアスベストの被害を追ったルポルタージュ『石の肺』を刊行した。
2010年からは大佛次郎賞（第37回から第45回まで）と野間文芸賞（第63回から）の選考委員を務めている。
2011年の東日本大震災は、作並温泉で被災。大年寺近くの高台にある集合住宅の自宅は、停電、断水し、部屋がめちゃめちゃになり、2日がかりで片付けた。そのとき見た変わり果てた海の風景に衝撃を受けたという。
2020年、仙台文学館第3代館長に就任。

## 受賞
- 1983年、「静かな熱」により第27回かわさき文学賞コンクール入賞[3]
- 1984年、「木を接ぐ」（『雛の棲家』に所収）により第3回海燕新人文学賞を受賞
- 1990年、『ショート・サーキット』により第12回野間文芸新人賞を受賞
- 1991年、『ア・ルース・ボーイ』により第4回三島由紀夫賞を受賞
- 1997年、『遠き山に日は落ちて』により第1回木山捷平文学賞を受賞
- 2004年、『鉄塔家族』により第31回大佛次郎賞を受賞
- 2007年、『ノルゲ Norge』により第60回野間文芸賞を受賞
- 2014年、『還れぬ家』により第55回毎日芸術賞を受賞
- 2014年、『渡良瀬』により第25回伊藤整文学賞を受賞
- 2020年、『山海記』により第70回芸術選奨文部科学大臣賞を受賞[4][5]

## 映画化
- 1996年、『一輪』を基にしたVシネマ『F.ヘルス嬢日記』（東映ビデオ）が公開される。
- 『ア・ルース・ボーイ』の映画化が奥山和由製作、細野ひで晃監督、小嶺麗奈主演で企画され、作品も完成していたが、奥山と製作会社の松竹との関係が悪化したために公開が頓挫する。1999年、仙台市の太白図書館開館記念行事の中でのみ公開された。
- 2017年、『光の闇』全8章の1章である「二十六夜待ち」が越川道夫監督、井浦新と黒川芽以主演で同年12月23日にテアトル新宿をはじめ、全国順次公開された。

## TVドラマ化
- 2001年、『ア・ルース・ボーイ』が『僕はあした十八になる』というタイトルでNHKによりテレビドラマ化される。主演は前田亜季。同ドラマは第56回芸術祭大賞を受賞。

## 著書

### 小説
- 『雛の棲家』（福武書店、1987年）
- 『ショート・サーキット』（福武書店、1990年、のち福武文庫、講談社文芸文庫）
- 『一輪』（福武書店、1990年、のちに新潮文庫）
- 『ア・ルース・ボーイ』（新潮社、1991年、のち新潮文庫）
- 『木の一族』（新潮社、1994年、のち文庫）
- 『遠き山に日は落ちて』（集英社、1996年、のち集英社文庫）
- 『少年詩篇』（新潮社、1997年、のち「あんちゃん、おやすみ」として新潮文庫）
- 『川筋物語』（朝日新聞社、1998年、のち朝日文庫）
- 『まぼろしの夏 その他』（講談社、2000年）
- 『マイ　シーズンズ』（幻冬舎、2001年）
- 『無事の日』（集英社、2001年）
- 『鉄塔家族』（日本経済新聞社、2004年、のち朝日文庫）
- 『草の輝き』（集英社、2004年）
- 『ノルゲ Norge』（講談社、2007年、のち文芸文庫）
- 『ピロティ』（集英社、2008年）
- 『誰かがそれを』（講談社、2010年）
- 『還れぬ家』（新潮社、2013年、のち新潮文庫）
- 『光の闇』（扶桑社、2013年）
- 『渡良瀬』（岩波書店、2013年、のち新潮文庫）
- 『日和山 佐伯一麦自選短篇集』（講談社文芸文庫、2014年）
- 『空にみずうみ』（中央公論新社、2015年、のち中公文庫）
- 『山海記』（講談社、2019年）
- 『アスベストス』（文藝春秋、2021年）
- 『ミチノオク』（新潮社、2024年）

### 随筆・ルポルタージュなど
- 『蜘蛛の巣アンテナ』（講談社、1998年）
- 『読むクラシック―音楽と私の風景』（集英社新書、2001年）
- 『散歩歳時記』（日本経済新聞社、2005年）
- 『石の肺―アスベスト禍を追う』（新潮社、2007年、のち「石の肺―僕のアスベスト履歴書」新潮文庫）
  - 『石の肺　僕のアスベスト履歴書』岩波書店〈岩波現代文庫／文芸327〉、2020年10月15日。ISBN 9784006023270。
- 『芥川賞をとらなかった名作たち』（朝日新書、2009年）
- 『からっぽを充たす』（日本経済新聞社、2009年）
- 『杜の日記帖』（プレスアート・仙台闊歩新書、2010年）
- 『震災と言葉』（岩波ブックレット、2012年）
- 『旅随筆集　麦の冒険』（荒蝦夷、2012年）
- 『月を見あげて』（既刊3冊、河北新報出版センター、2013年・2014年・2015年）
- 『とりどりの円を描く』（日本経済新聞出版社、2014年）
- 『麦主義者の小説論』（岩波書店、2015年）
- 『Nさんの机で ものをめぐる文学的自叙伝』（田畑書店、2022年）

### 共著
- 『遠くからの声　往復書簡』（古井由吉共著、新潮社、1999年）
- 『往復書簡 言葉の兆し』（古井由吉共著、朝日新聞出版、2012年）
  - 『往復書簡　『遠くからの声』『言葉の兆し』』（講談社文芸文庫、2021年）
- 『川端康成の話をしようじゃないか』（小川洋子共著、田畑書店、2023年）